# Deltohyboma
Deltohyboma là một chi bọ cánh cứng thuộc họ Scarabaeidae.